# Lepas fascicularis
Lepas fascicularis är en kräftdjursart som beskrevs av Ellis och Daniel Solander 1786. Lepas fascicularis ingår i släktet Lepas och familjen Lepadidae. Inga underarter finns listade i Catalogue of Life.

## Bildgalleri

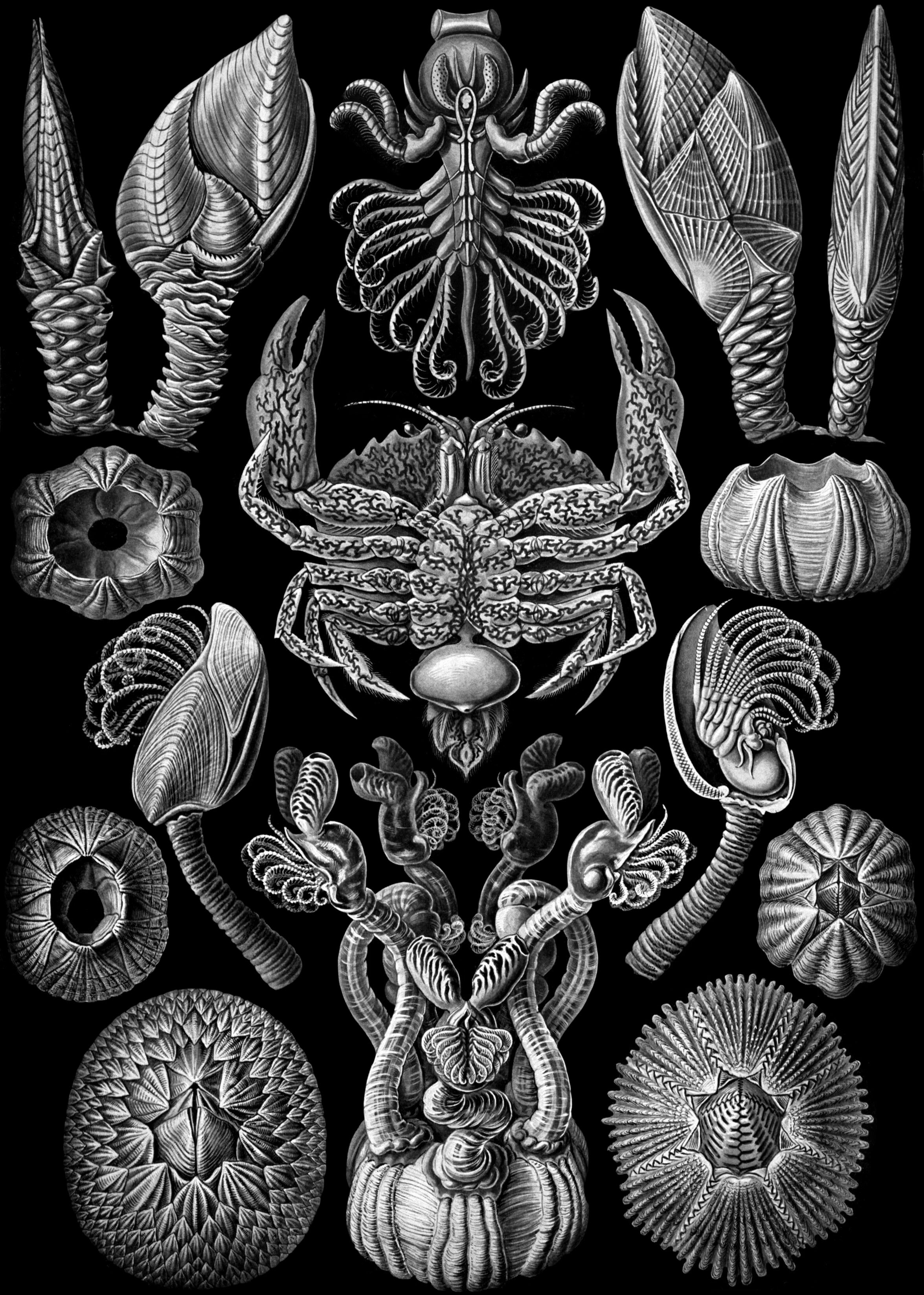